# Зацка, Ханс
Ханс Зацка (нем. Hans Zatzka; 8 марта 1859 — 17 декабря 1945) — австрийский художник, известный также под псевдонимами H. Zabateri, P. Ronsard и J. Bernard.

## Биография
Окончил Венскую академию художеств (1882), ученик Кристиана Грипенкерля, Карла Вурцингера и Карла фон Блааса.
Автор многочисленных салонных картин с изображением нимф, купидонов, женщин, детей, любовных пар, зверей и птиц, цветов, натюрмортов. Есть у него также картины на стилизованные античные и религиозные сюжеты, в том числе изображения Мадонны с Младенцем. Является также автором многих церковных росписей. Наиболее замечательны в художественно-композиционном плане две его картины: На первой лесные нимфы наряжают девушку, спящую в маленькой лодке. Озерце, лес, два лебедя, семь нимф и дева, либо восемь нимф или девушек в венках из цветов. На второй тоже лесные нимфы и спящая в лодке девушка. Озеро, лес, полнолуние, плавающий лебедь, выпрыгивающие из воды рыбки, девять нимф и дева, либо десять нимф.